# Rick Burch
Pour les articles homonymes, voir Burch.
Rick Burch, né le 4 février 1975, est le bassiste du groupe Jimmy Eat World.
Il remplace le premier bassiste du groupe, Mitch Porter en 1995, deux ans après la formation du groupe. Tom Linton, le guitariste du groupe et Burch sont amis d'enfance depuis qu'ils ont douze ans.
En 2016, il devient le propriétaire de la fabrique d'alcools CaskWerks Distilling Co..